# Pogonella dromedarius
Pogonella dromedarius är en insektsart som beskrevs av George Willis Kirkaldy. Pogonella dromedarius ingår i släktet Pogonella och familjen hornstritar. Inga underarter finns listade i Catalogue of Life.